# Alepia biapicalis
Alepia biapicalis är en tvåvingeart som beskrevs av Bravo, Lago och Castro 2004. Alepia biapicalis ingår i släktet Alepia och familjen fjärilsmyggor. Inga underarter finns listade i Catalogue of Life.